# Neptis
Genre
Neptis est un genre de lépidoptères (papillons) de la famille des Nymphalidae et de la sous-famille des Limenitidinae. Très diversifié, il comporte plus de 150 espèces.

## Systématique
Le genre Neptis a été décrit par l'entomologiste danois Johan Christian Fabricius en 1807. Son espèce type est Papilio aceris Esper, 1783, qui est actuellement considérée comme un synonyme de Neptis sappho.

### Synonymes
Neptis Fabricius, 1807 a pour synonymes :
- Acca Hübner, [1819]
- Philonoma Billberg, 1820
- Paraneptis Moore, 1898
- Kalkasia Moore, 1898
- Hamadryodes Moore, 1898
- Bimbisara Moore, 1898
- Stabrobates Moore, 1898
- Rasalia Moore, 1898
- Neptidomima Holland, 1920

## Noms vernaculaires
En anglais, les espèces du genre Neptis sont appelées Sailers. En français, elles comptent parmi les espèces appelées Sylvains, comme les Limenitis.

## Distribution géographique
Les Neptis sont principalement répandus dans les régions tropicales et subtropicales d'Afrique, d'Asie du Sud-Est et d'Océanie,. Deux espèces sont présentes en Europe : Neptis sappho (le Sylvain de la gesse) et Neptis rivularis (le Sylvain des spirées).

## Liste des espèces
D'après Funet :
- Neptis agatha Stoll, [1781])
- Neptis agouale Pierre-Baltus, 1978
- Neptis alta Overlaet, 1955
- Neptis alwina Bremer & Grey, [1852]
- Neptis ananta Moore, 1858
- Neptis andetria Fruhstorfer, 1913
- Neptis angusta Condamin, 1966
- Neptis anjana Moore, 1881
- Neptis antilope Leech, 1890
- Neptis arachne Leech, 1890
- Neptis armandia (Oberthür, 1876)
- Neptis aspasia Leech, 1890
- Neptis aurivillii Schultze, 1913
- Neptis beroe Leech, 1890
- Neptis biafra Ward, 1871
- Neptis brebissonii (Boisduval, 1832)
- Neptis camarensis Schultze, 1920
- Neptis capnodes Fruhstorfer, 1908
- Neptis carcassoni van Son, 1959
- Neptis carlsbergi Collins & Larsen, 2005
- Neptis carpenteri D'Abrera, 1980
- Neptis cartica Moore, 1872
- Neptis celebica (Moore, 1899)
- Neptis choui Yuan & Wang, 1994
- Neptis clarei Neave, 1904
- Neptis claude Collins & Larsen, 2005
- Neptis clinia Moore, 1872
- Neptis clinioides de Nicéville, 1894
- Neptis comorarum Oberthür, 1890
- Neptis conspicua Neave, 1904
- Neptis constantiae Carcasson, 1961
- Neptis continuata Holland, 1892
- Neptis cormilloti Turlin, [1994]
- Neptis cydippe Leech, 1890
- Neptis cymela (C. & R. Felder, 1863)
- Neptis dejeani Oberthür, 1894
- Neptis dentifera Schultze, 1920
- Neptis divisa Oberthür, 1908
- Neptis dumetorum Boisduval, 1833) — le Sylvain de La Réunion.
- Neptis duryodana Moore, 1858
- Neptis eltringhami Joicey & Talbot, 1926
- Neptis esakii Nomura, 1935
- Neptis exaleuca Karsch, 1894
- Neptis felisimilis Schröder & Treadaway, 1983
- Neptis frobenia Fabricius, 1798)
- Neptis goochii Trimen, 1879
- Neptis gracilis Kirsch, 1885)
- Neptis gratiosa Overlaet, 1955
- Neptis guia Chou & Wang, 1994
- Neptis harita Moore, [1875]
- Neptis hesione Leech, 1890
- Neptis hylas (Linnaeus, 1758)
- Neptis ida Moore, 1858
- Neptis ilira Kheil, 1884
- Neptis incongrua Butler, 1896
- Neptis infusa Birket-Smith, 1960
- Neptis jamesoni Godman & Salvin, 1890
- Neptis jordani Neave, 1910
- Neptis jumbah Moore, [1858]
- Neptis katama Collins & Larsen, 1991
- Neptis kikideli Boisduval, 1833)
- Neptis kikuyuensis Jackson, 1951
- Neptis kiriakoffi Overlaet, 1955
- Neptis laeta Overlaet, 1955
- Neptis larseni Wojtusiak & Pyrcz, 1997
- Neptis lermanni Aurivillius, 1896
- Neptis leucoporos Fruhstorfer, 1908
- Neptis liberti Pierre-Baltus & Pierre, 1998
- Neptis livingstonei Suffert, 1904
- Neptis lixinghei Huang, 2002
- Neptis loma Condamin, 1971
- Neptis lugubris Rebel, 1914
- Neptis magadha C. & R. Felder, [1867]
- Neptis mahendra Moore, 1872
- Neptis manasa Moore, [1858]
- Neptis marci Collins & Larsen, 1998
- Neptis matilei Pierre-Balthus, 2000
- Neptis mayottensis Oberthür, 1890
- Neptis melicerta Drury, 1773)
- Neptis meloria Oberthür, 1906
- Neptis metanira Holland, 1892
- Neptis metella Doubleday, [1848])
- Neptis miah Moore, 1857
- Neptis mindorana C. & R. Felder, 1863
- Neptis mixophyes Holland, 1892
- Neptis morosa Overlaet, 1955
- Neptis najo Karsch, 1893
- Neptis namba Tytler, 1915
- Neptis narayana Moore, 1858
- Neptis nashona Swinhoe, 1896
- Neptis nata Moore, [1858]
- Neptis nausicaa de Nicéville, 1897
- Neptis nebrodes Hewitson, 1874
- Neptis nemetes Hewitson, 1868
- Neptis nemorosa Oberthür, 1906
- Neptis nemorum Oberthür, 1906
- Neptis nicobule Holland, 1892
- Neptis nicomedes Hewitson, 1874
- Neptis nicoteles Hewitson, 1874
- Neptis nina Staudinger, 1896
- Neptis nisaea de Nicéville, 1894
- Neptis nitetis Hewitson, 1868
- Neptis noyala Oberthür, 1906
- Neptis nycteus de Nicéville, 1890
- Neptis nysiades Hewitson, 1868
- Neptis occidentalis Rothschild, 1918
- Neptis ochracea Neave, 1904
- Neptis omeroda Moore, [1875]
- Neptis pampanga C. & R. Felder, 1863
- Neptis paula Staudinger, 1896
- Neptis penningtoni van Son, 1977
- Neptis philyra Ménétriés, 1859
- Neptis philyroides Staudinger, 1887
- Neptis poultoni Eltringham, 1921
- Neptis praslini (Boisduval, 1832)
- Neptis pryeri Butler, 1871
- Neptis pseudonamba Huang, 2001
- Neptis pseudovikasi (Moore, 1899)
- Neptis puella Aurivillius, 1894
- Neptis qianweiguoi Huang, 2002
- Neptis quintilla Mabille, 1890
- Neptis radha Moore, 1857
- Neptis reducta Fruhstorfer, 1908
- Neptis rivularis (Scopoli, 1763) — le Sylvain des spirées.
- Neptis rogersi Eltringham, 1921
- Neptis rothschildi Eltringham, 1921
- Neptis saclava (Boisduval, 1833)
- Neptis sangangi Huang, 2001
- Neptis sankara (Kollar, [1844])
- Neptis sappho (Pallas, 1771) — le Sylvain de la gesse.
- Neptis satina Grose-Smith, 1894
- Neptis sedata Sasaki, 1982
- Neptis seeldrayersi Aurivillius, 1895
- Neptis serena Overlaet, 1955
- Neptis sextilla Mabille, 1882
- Neptis sinocartica Chou & Wang, 1994
- Neptis soma Moore, 1858
- Neptis speyeri Staudinger, 1887
- Neptis strigata Aurivillius, 1894
- Neptis sunica Eliot, 1969
- Neptis swynnertoni Trimen, 1912
- Neptis sylvana Oberthür, 1906
- Neptis taiwana Fruhstorfer, 1908
- Neptis theodora Oberthür, 1906
- Neptis thestias Leech, [1892]
- Neptis thetis Leech, 1890
- Neptis transita Monastyrskii, 2005
- Neptis trigonophora Butler, 1878
- Neptis troundi Pierre-Baltus, 1978
- Neptis venilia Linnaeus, 1758)
- Neptis vibusa Semper, 1889
- Neptis vikasi Horsfield, [1829]
- Neptis vindo Pierre-Baltus, 1978
- Neptis vingerhoedti Pierre-Baltus, 2003
- Neptis woodwardi Sharpe, 1899
- Neptis zaida Doubleday, [1848]

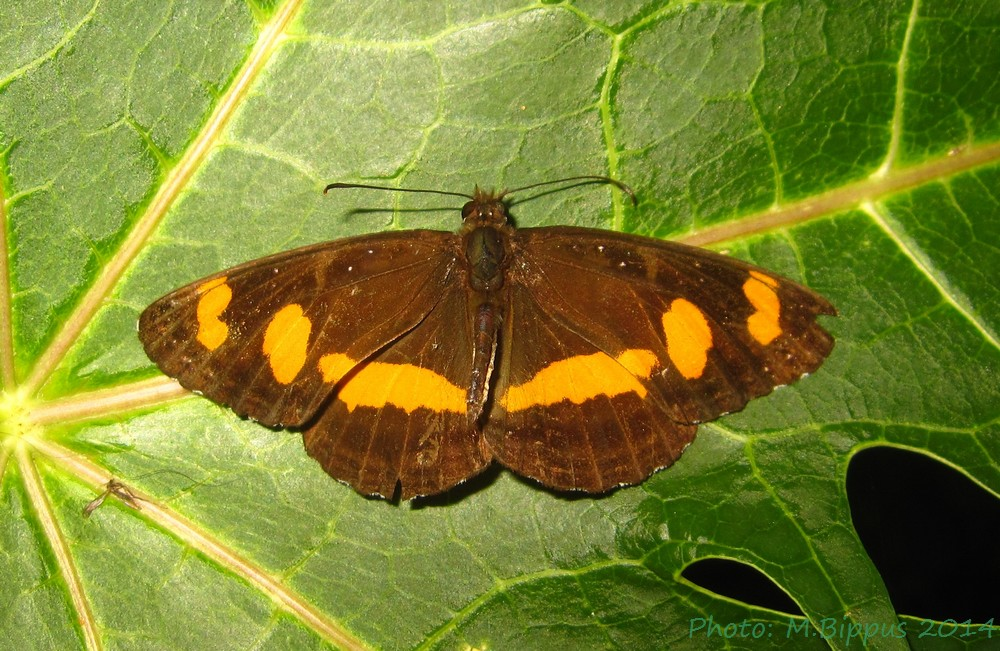
Neptis dumetorum
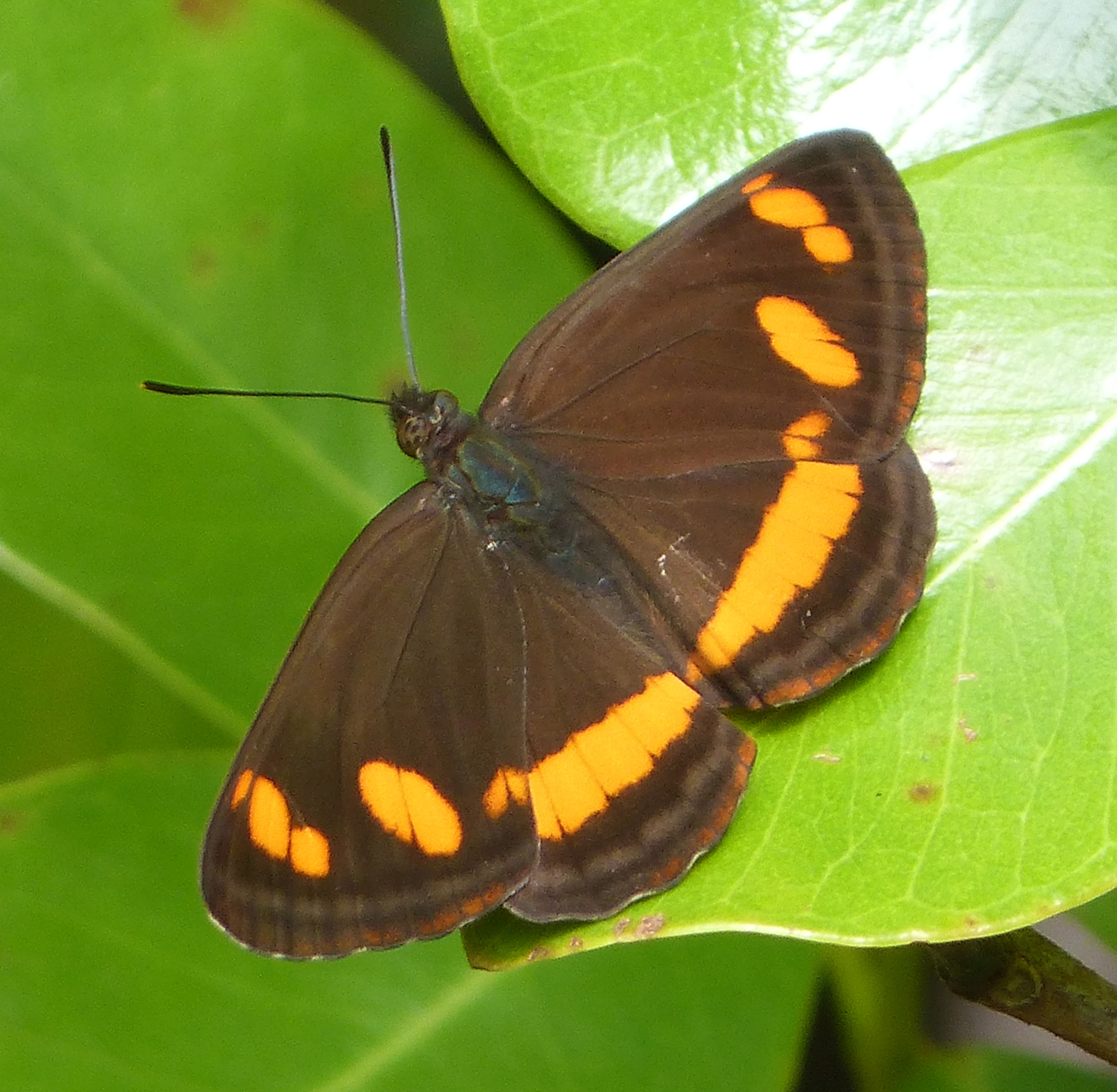
Neptis frobenia
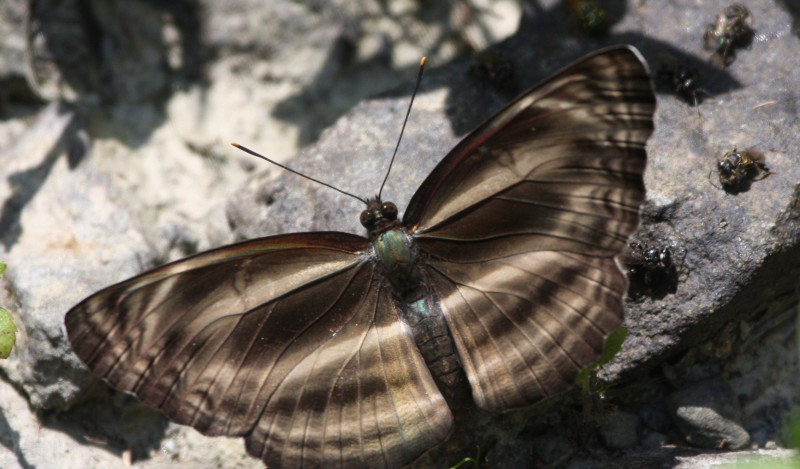
Neptis harita
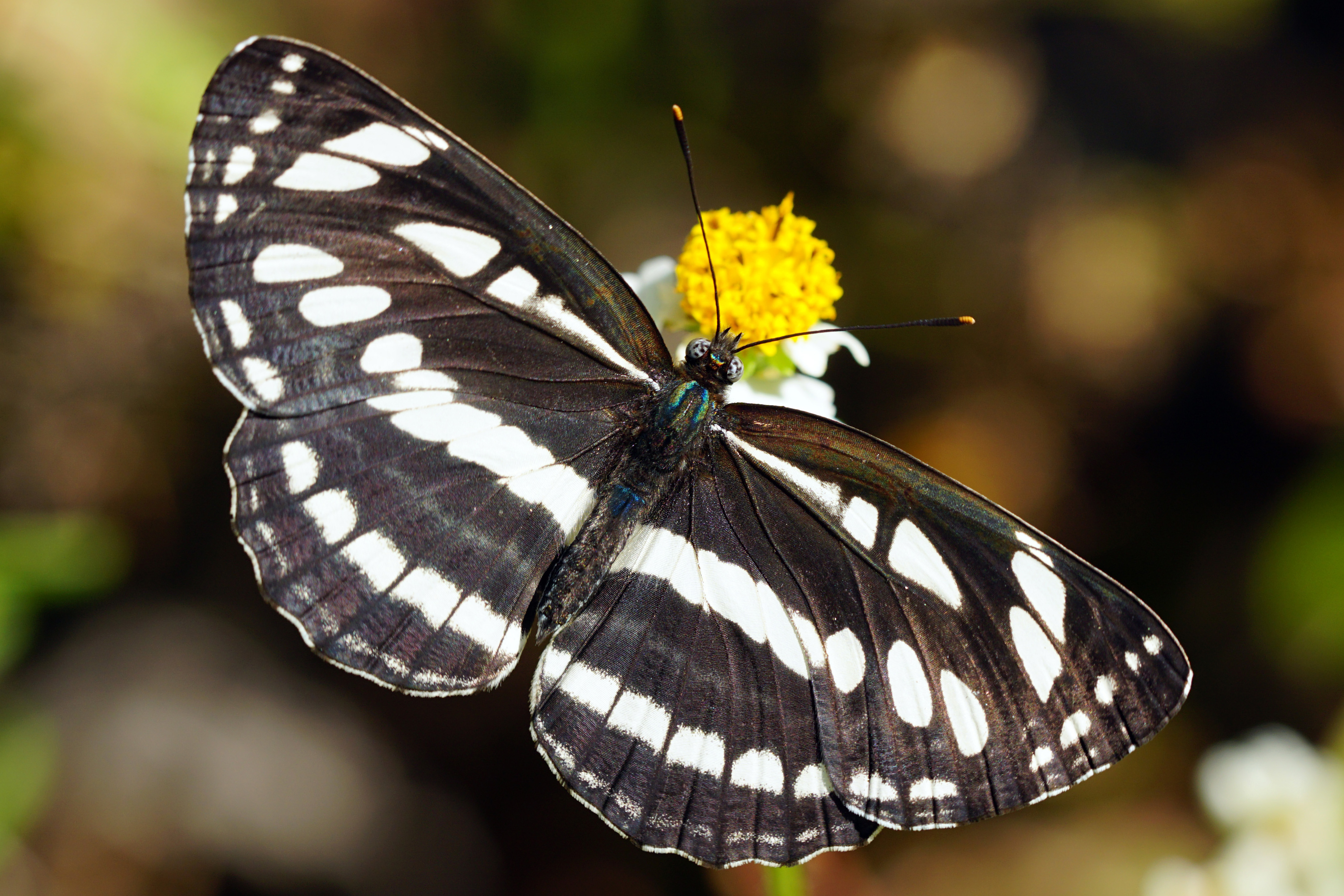
Neptis hylas
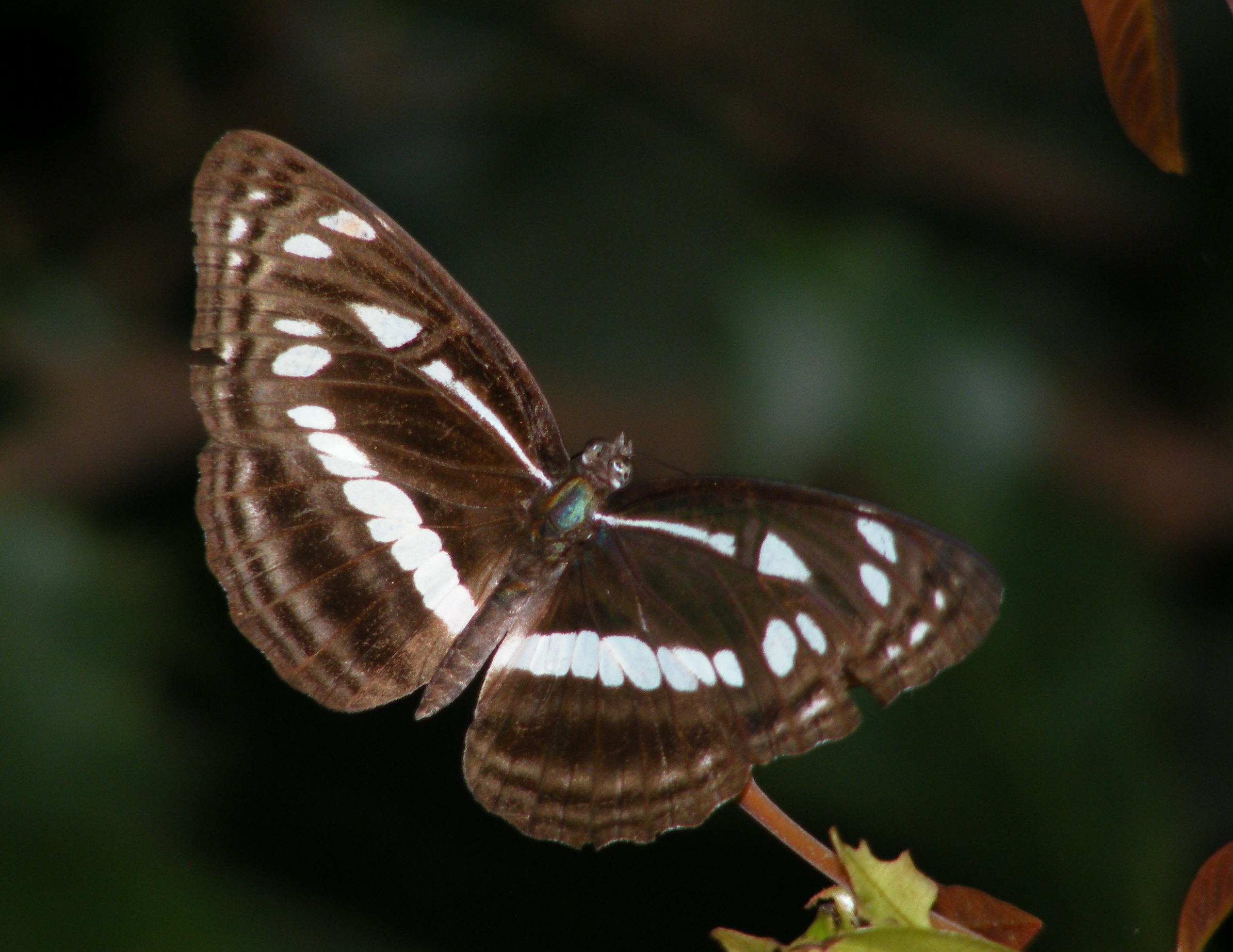
Neptis jumbah
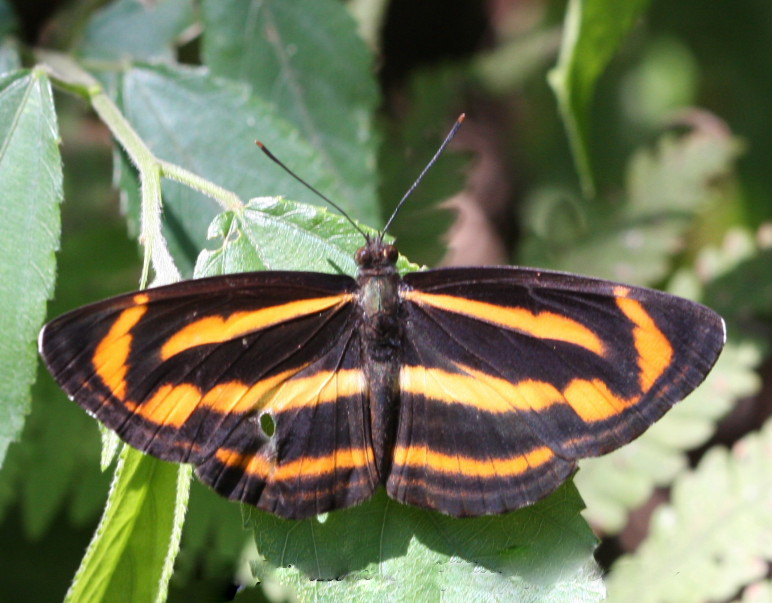
Neptis miah
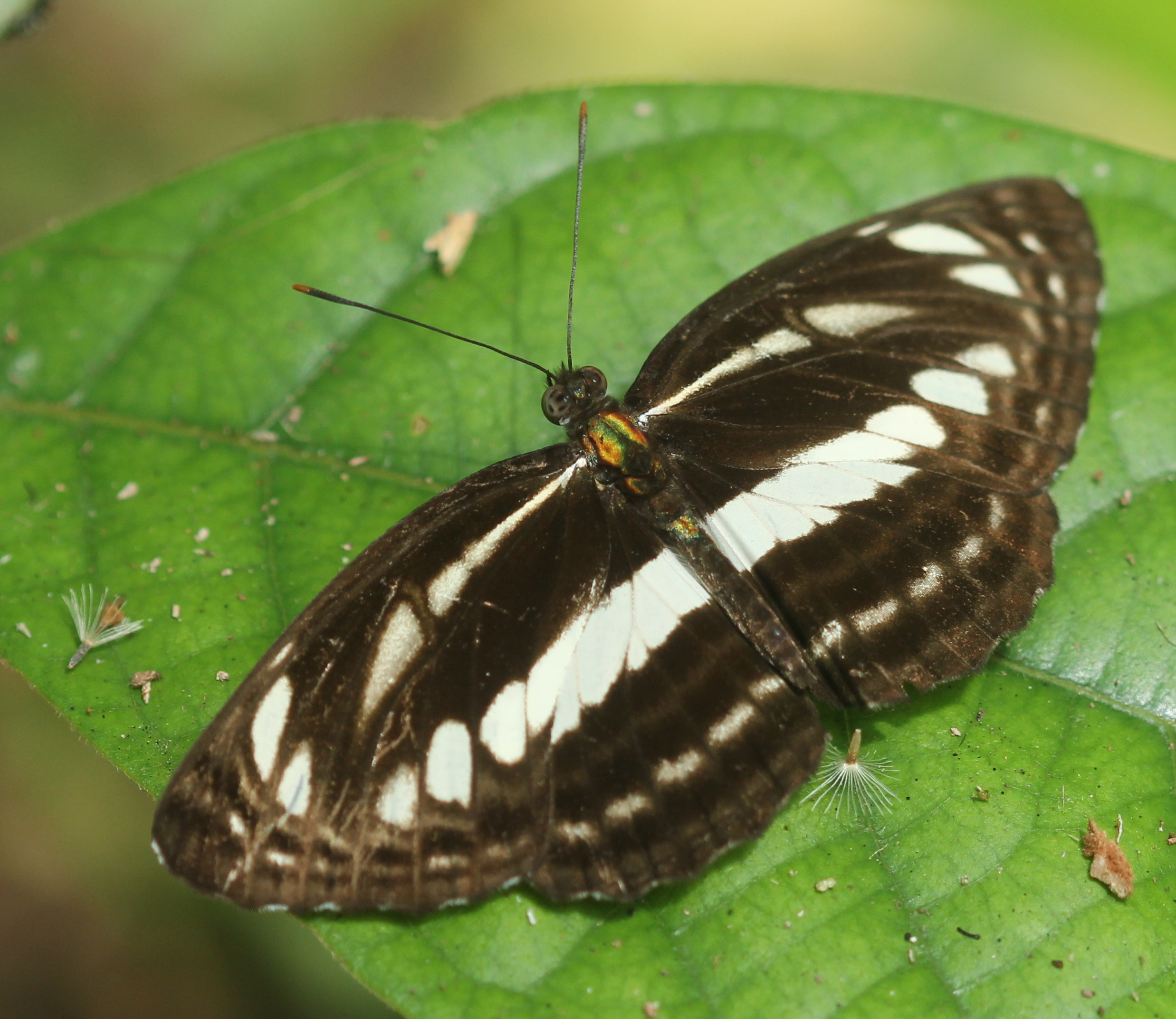
Neptis nata
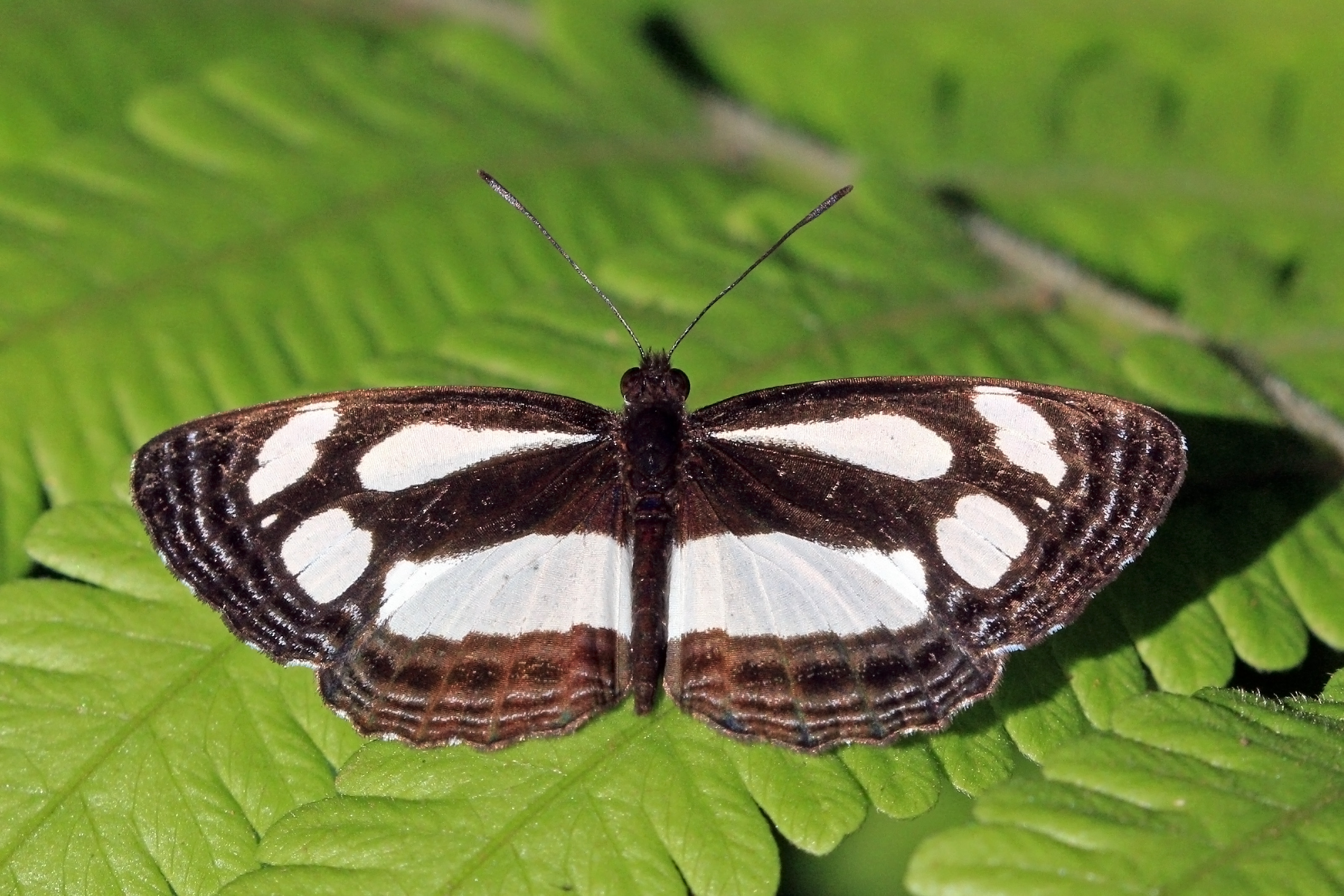
Neptis nicoteles
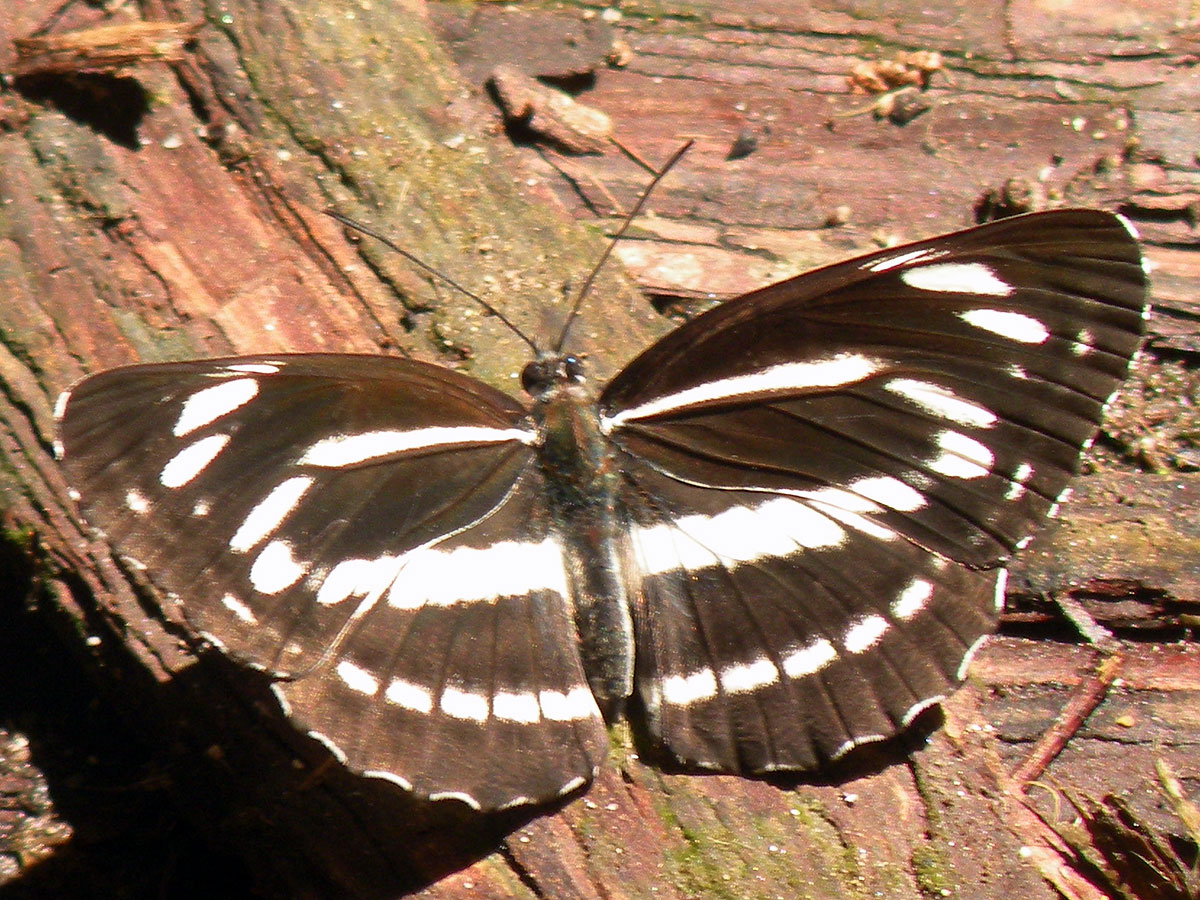
Neptis philyra
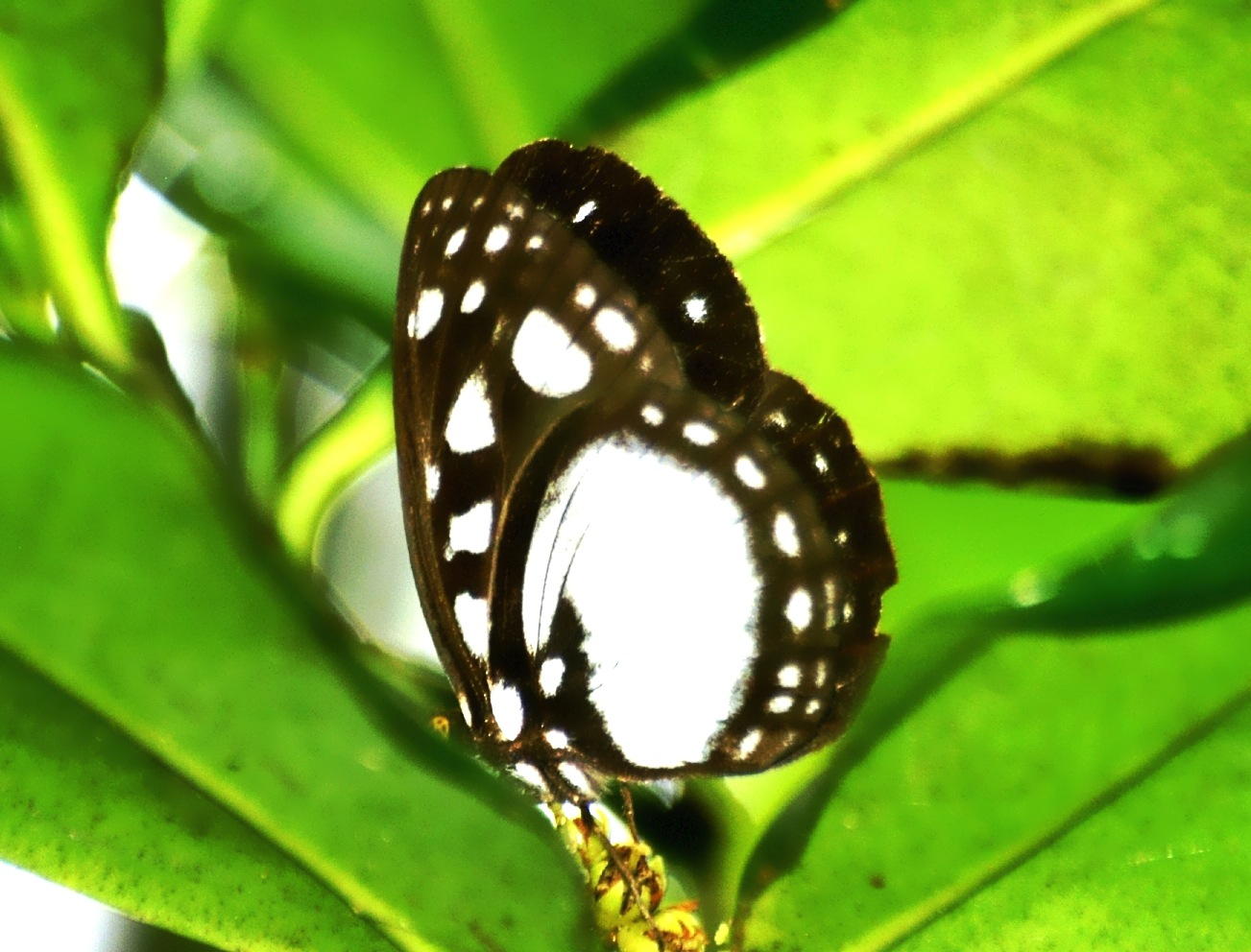
Neptis praslini
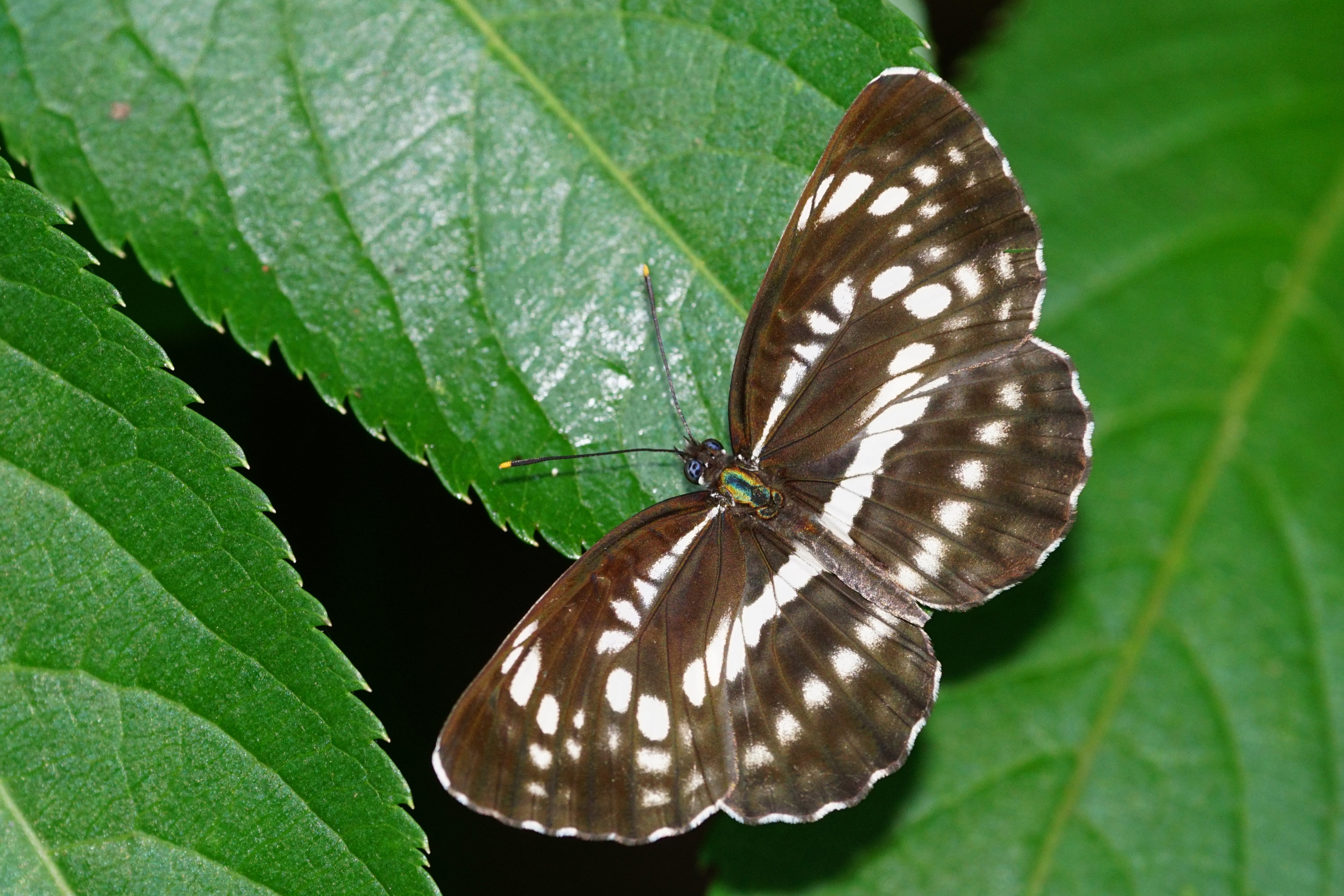
Neptis pryeri
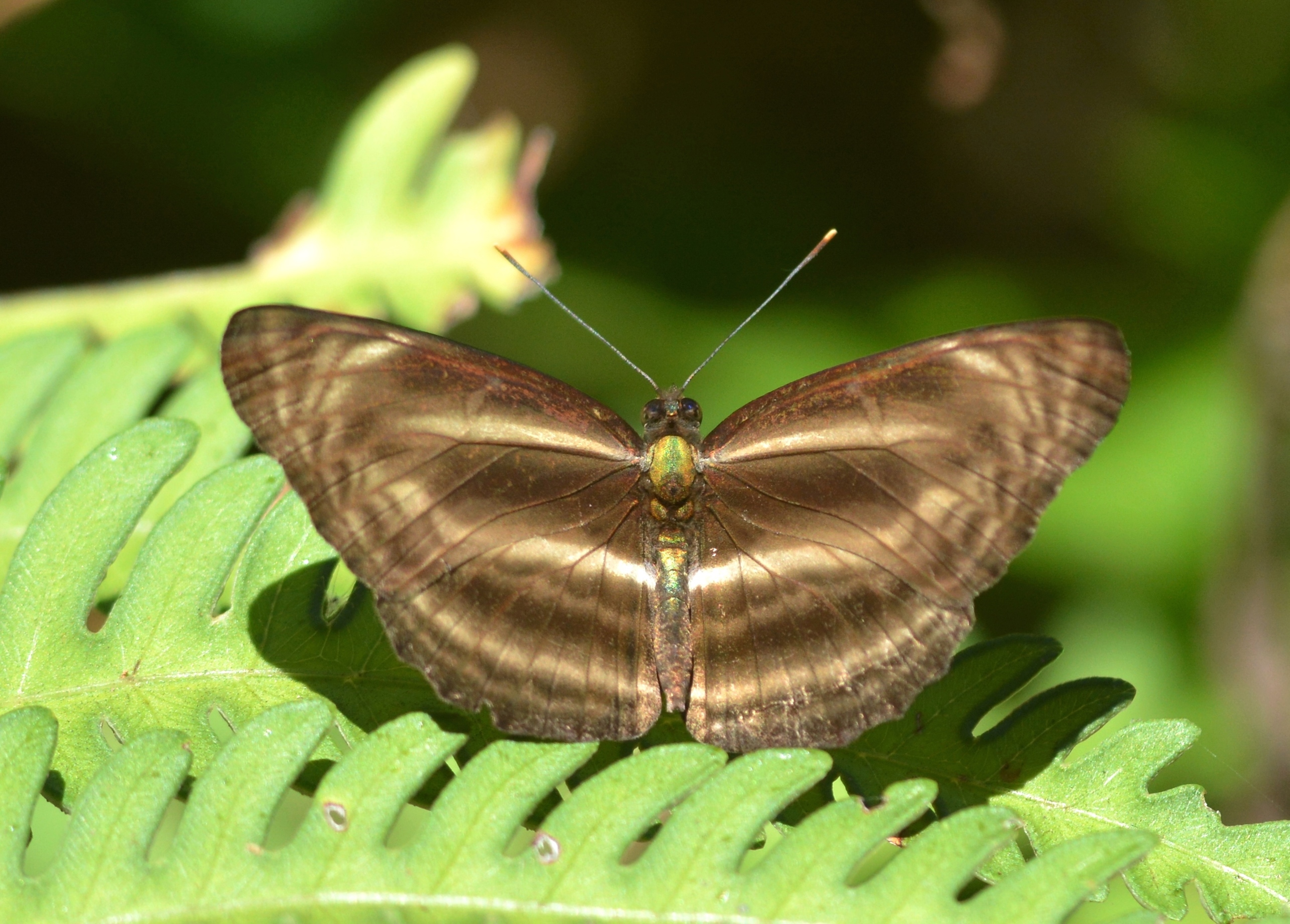
Neptis pseudovikasi
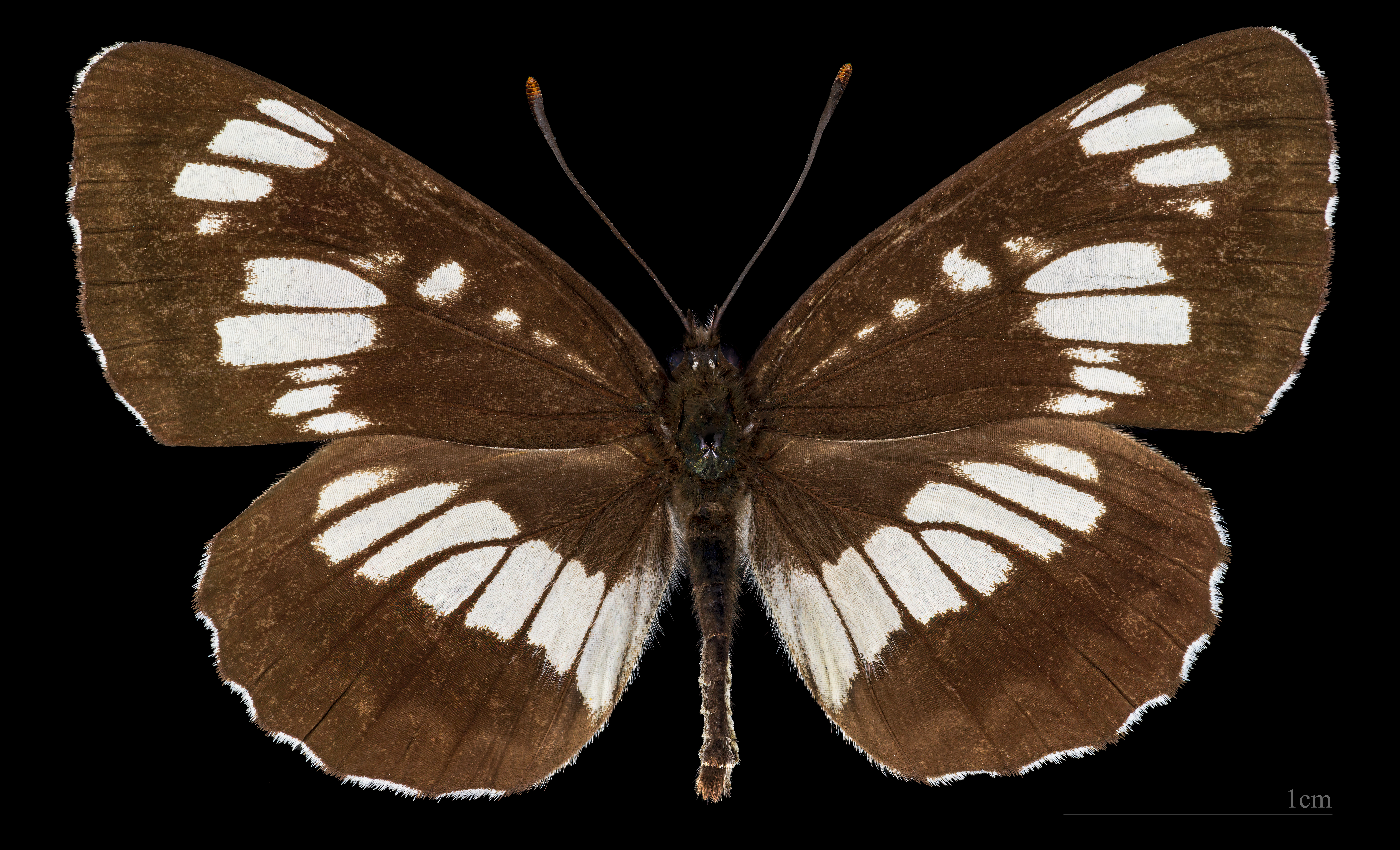
Neptis rivularis ♂
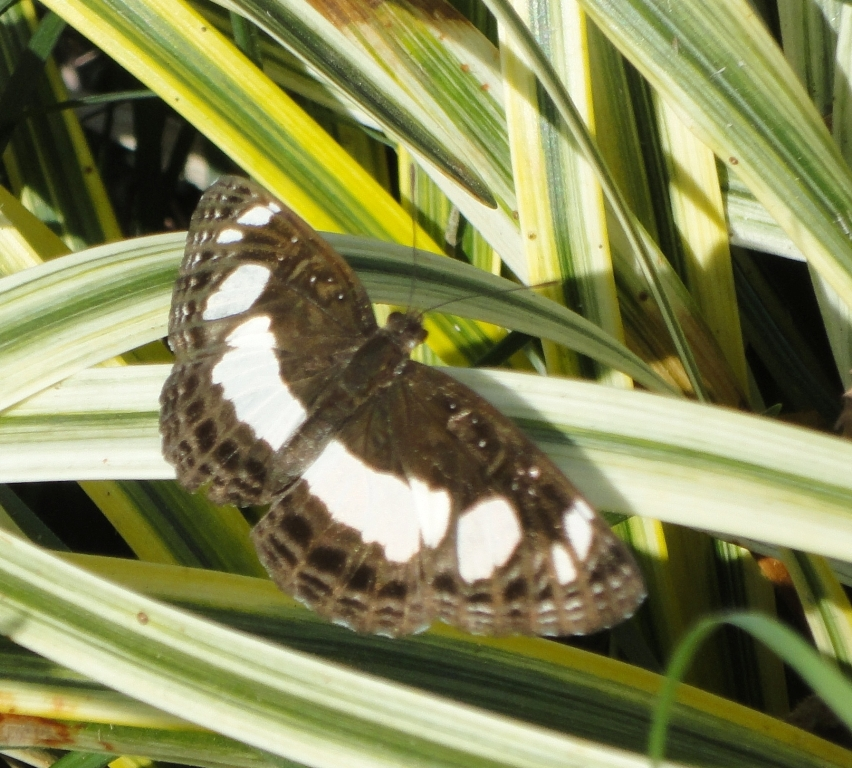
Neptis saclava
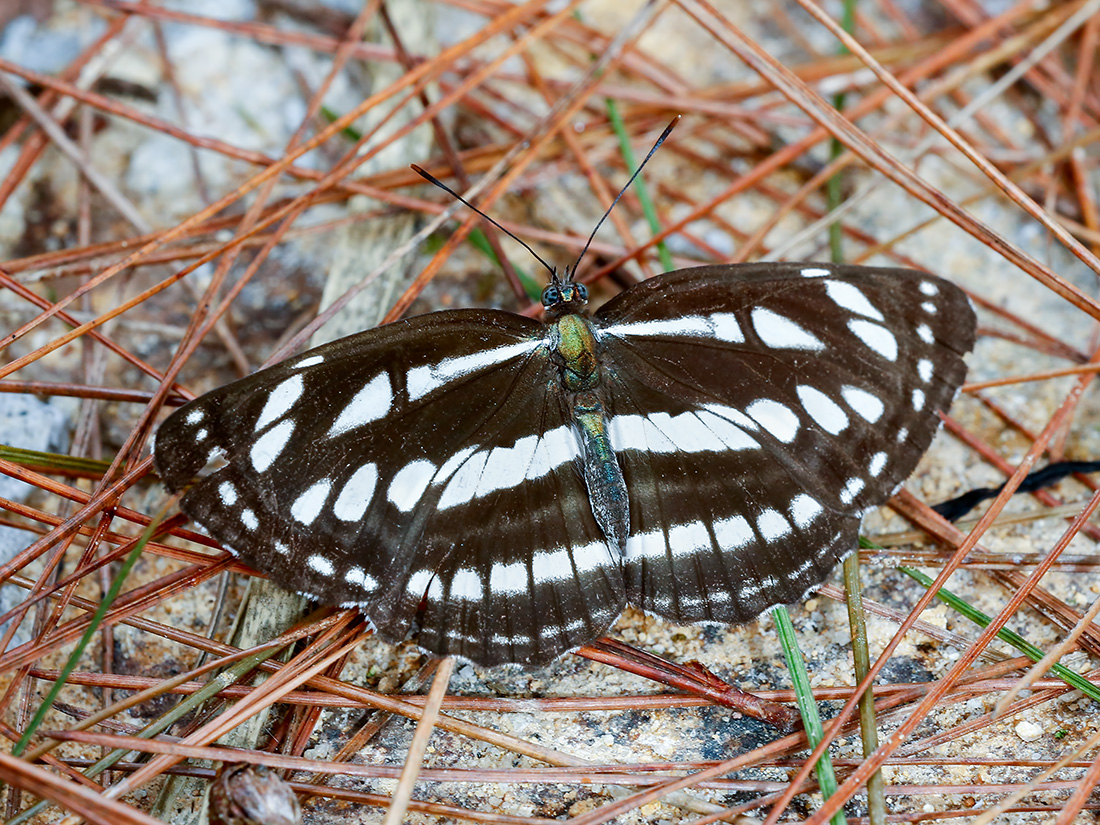
Neptis sappho
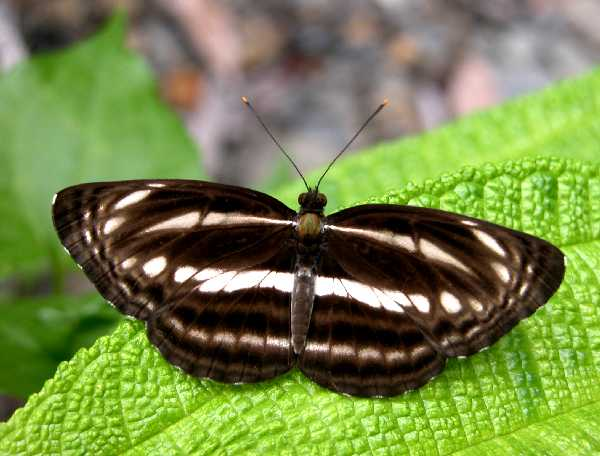
Neptis soma
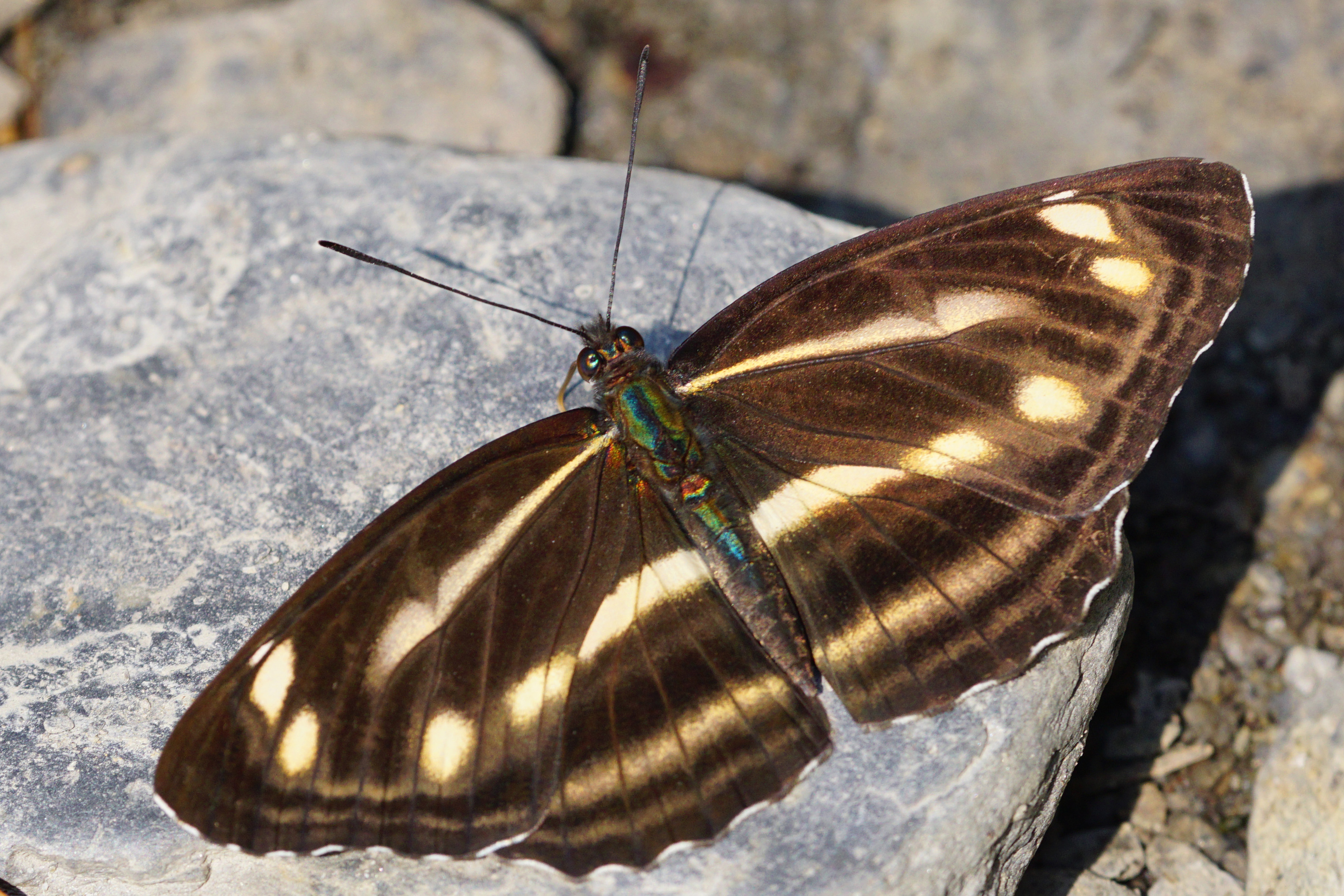
Neptis taiwana